# Laephotis wintoni
Laephotis wintoni es una especie de murciélago de la familia Vespertilionidae.

## Distribución geográfica
Se encuentra en Etiopía, Kenia Lesoto, Sudáfrica y Tanzania.

## Hábitat
Su hábitat natural son: Sabanas áridas, vegetación arbustiva de tipo mediterráneo y zonas rocosos subtropicales o tropicales.